# Pierre Székely
Pierre Székely (Boedapest, 11 juni 1923 – Parijs, 3 april 2001) was een Hongaars-Franse beeldhouwer.

## Leven en werk
Székely groeide op in Boedapest en leerde tekenen, houtsnijden en met kleimodellen beelden vervaardigen. Vanaf 1941 kreeg hij les van de kunstenares Hanna Dallos. In 1944 werd hij geïnterneerd in een werkkamp, maar wist te ontsnappen en dook gedurende de rest van de Tweede Wereldoorlog in Boedapest onder. Hij leerde in Boedapest de kunstenares Vera Harsány kennen, waarmee hij in 1946 naar Frankrijk vertrok. Székely vestigde zich in Bures-sur-Yvette en kreeg in 1955 zijn eerste expositie in Parijs. Van 1955 tot 1976 woonde hij in Marcoussis.
Székely verkreeg in 1972, door bemiddeling van André Malraux, de Franse nationaliteit. Vanaf 1980 verbleef hij regelmatig in Perros-Guirec, waar hij als steenbeeldhouwer en taille directe met graniet uit Bretagne werkte.
In de Hongaarse stad Pécs bevindt zich een Museum Székely. Pécs is in 2010 Culturele Hoofdstad van Europa en het museum wordt ter gelegenheid daarvan gerestaureerd. Vele werken van Székely bevinden zich in musea, overheids- en particuliere collecties en in de openbare ruimte in Frankrijk en Japan. Diverse sculpturen zijn geplaatst in het beeldenpark van Pécs bij het Museum Székely.

## Werken (selectie)
- 1962 Energie solaire en Joie, Symposion Europäischer Bildhauer in Sankt Margarethen im Burgenland
- 1963 Contact, Mauersymposion in Berlin-Tiergarten
- 1964 L'Ange de pierre, Park Mont-Royal in Montreal (International Sculpture Symposium)
- 1967/68 sculptuur, Grenoble (Symposium de sculpture Grenoble ter gelegenheid van de Olympische Winterspelen 1968)
- 1968 El sol bipedo[1], Ruta de la Amistad in Mexico-Stad t.g.v. de Olympische Zomerspelen 1968
- 1972 Développement Kibontakozás, Szoborpark Nagyharsány in Villány (International Stone Sculptor Symposium 1971)
- 1975 La Dame du Lac de Szekely, Parc d'Évry Courcouronnes in Évry (Essonne)
- 1981/83 Puberté, Museu Calouste Gulbenkian in Lissabon
- 1982 Le Sculpteur, Kunstmuseum van Győr
- 1983 Paix, Nagyváradplein in Boedapest
- 1988 L'Oisseau impossible (Stone Dragon), Sapporo (International Granite Festival Aji)
- 1988 Le Chef de Saint Dominique s'identifie au soleil, Santo Domingo (Dominicaanse Republiek)
- 1995 Lumen, The National Grid Company in Ashford
- 1996 Affinité, Institut Français de Budapest in Boedapest

## Fotogalerij

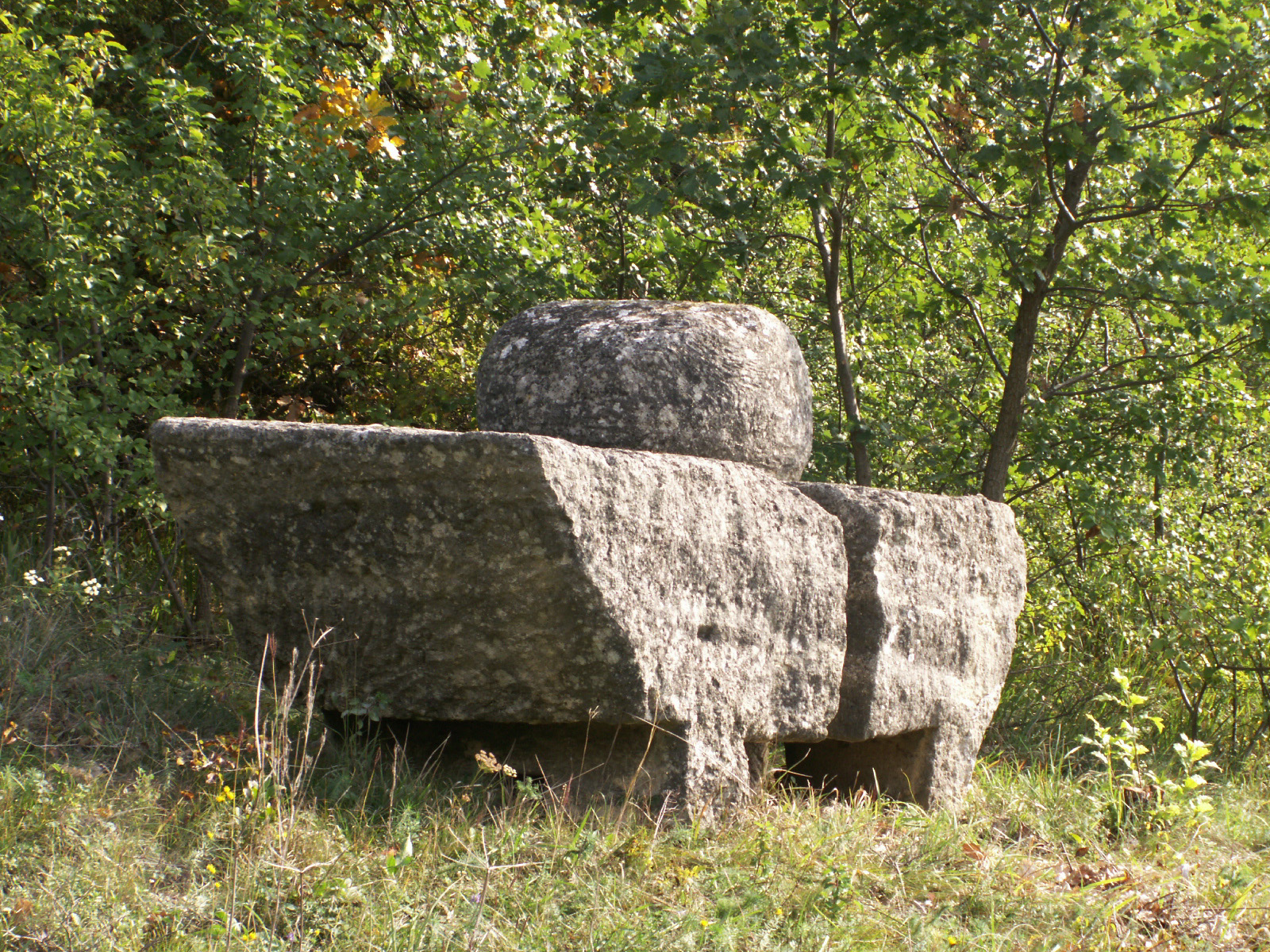
Energie solaire (1962), Sankt Margarethen im Burgenland
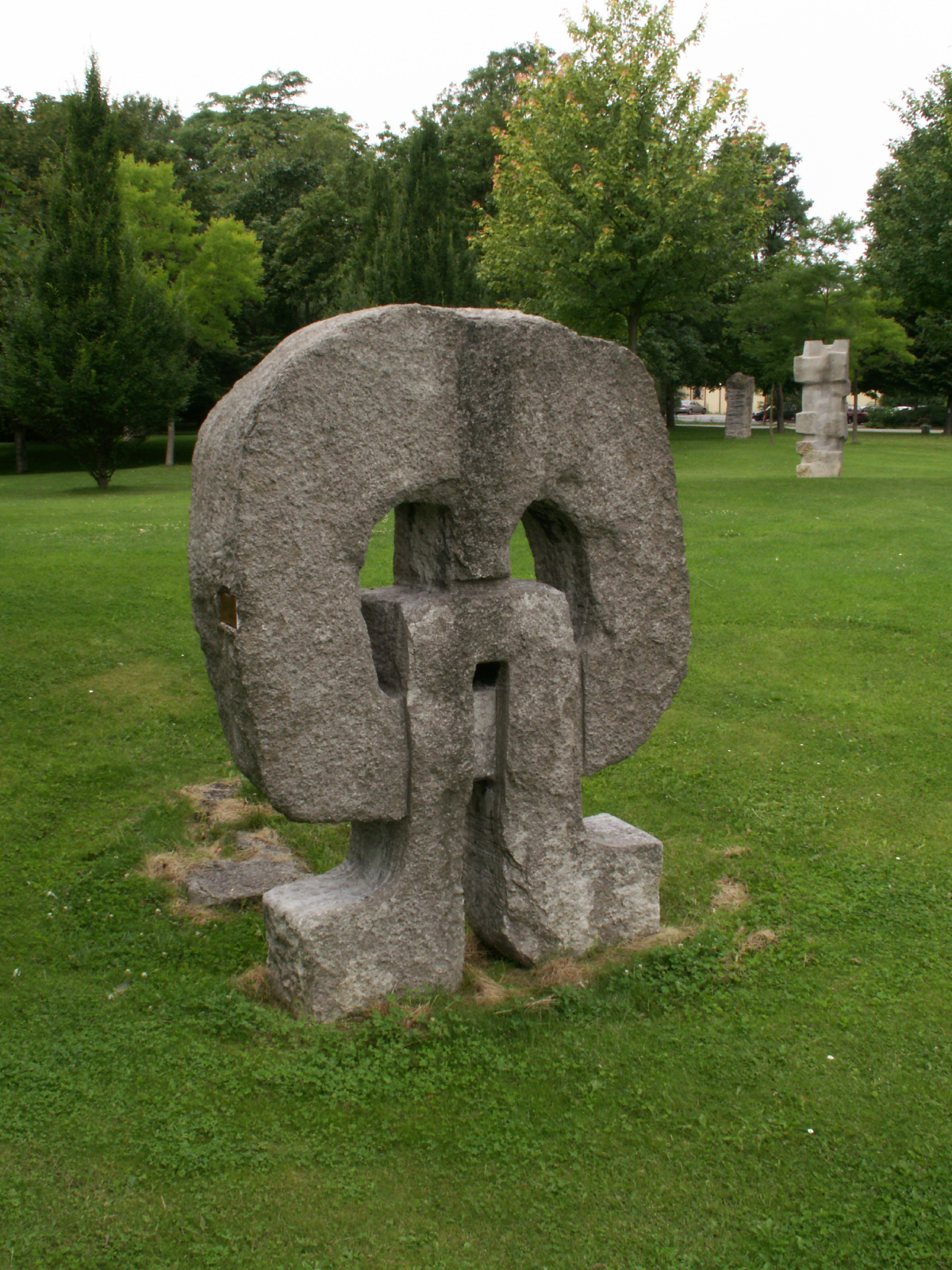
Contact (1962/63), Berlijn